# Ісверна
Ісверна (рум. Isverna) — село у повіті Мехедінць в Румунії. Входить до складу комуни Ісверна.
Село розташоване на відстані 280 км на захід від Бухареста, 38 км на північ від Дробета-Турну-Северина, 139 км на південний схід від Тімішоари, 118 км на північний захід від Крайови.

## Населення
За даними перепису населення 2002 року у селі проживали 742 особи, усі — румуни. Усі жителі села рідною мовою назвали румунську.